# Rhetus crameri
Rhetus crameri är en fjärilsart som beskrevs av William Swainson 1832. Rhetus crameri ingår i släktet Rhetus och familjen Riodinidae. Inga underarter finns listade.